# Saint-Vincent-de-Durfort
Saint-Vincent-de-Durfort é uma comuna francesa na região administrativa de Auvérnia-Ródano-Alpes, no departamento de Ardèche. Estende-se por uma área de 12,52 km². Em 2010 a comuna tinha 244 habitantes (densidade: 19,5 hab./km²).